# 앉은뱅이 소

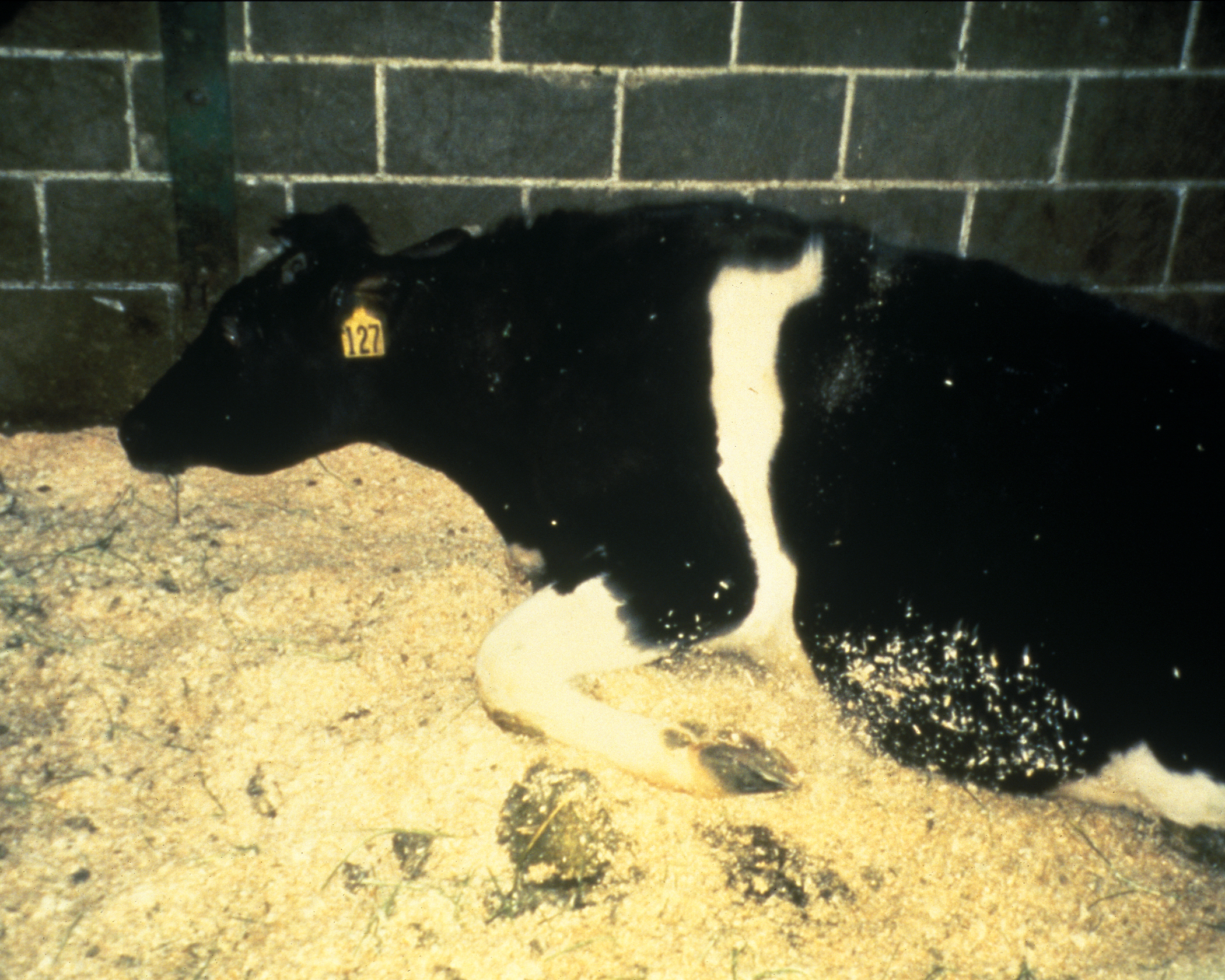
소해면상뇌증에 걸린 소

앉은뱅이 소/주저앉는 소 또는 다우너(영어: downer)는 낙농업에서 걷거나 설 수 없는 가축을 일컫는 용어이며 주로 소에게 쓰인다. 이런 상태는 질병이나 부상(負傷) 등으로 나타날 수 있으며, 불법도축하지 않고 도축장  으로 보내야 한다.
소가 일어설 수 없게 되는 대표적인 원인은 케톤증(Ketosis), 저마그네슘혈증(Hypomagnesaemia), 저칼슘혈증(Hypocalcaemia) 등의 병이나 선천적으로 면역력이 약하여 골격이 약해지는 경우에 발생 가능하며, 송아지의 난산과 관련이 있거나 소가 구덩이에 빠져 다리를 다치는 경우도 있다. 그보다 흔한 일은 아니지만, 신경과 관련된 병이 원인이 되어 식용에 사용할 수 없게 될 수 있다. 광우병도 이에 포함된다.
최근 소해면상뇌병증(BSE, 광우병)이 화제가 되어 널리 알려졌는데, 이 병에 감염된 소가 병세악화로 '다우너 소'가 될 수 있다. 이러한 '다우너 소' 처리에 대한 규정은 나라마다 다르다.

## 국가별 처리 규정

### 미국
미국에서는 몇 차례 다우너 소의 동영상이 공개되면서 논란이 되었고, 이러한 소의 도축 금지 법규를 미국 연방정부는 2009년 3월 마련하여 공표하였다.

### 한국
2008년 4월 MBC 《PD수첩》에서 광우병 보도가 왜곡 과장 보도라며 논란이 된 바 있다.
2009년 11월 7일 한국 농림수산식품부에서 '축산물가공처리법 개정법률'을 통해 '다우너 소'가 도축 금지되었다.

## 같이 보기
- 2008년 대한민국 미국산 쇠고기 수입 협상 논란
- PD수첩의 미국산 쇠고기 관련 보도#재판부의 1심 판결
- 마블링 (축산)
- 동물복지